# Lagas
Lagas, Lagaxe ou Xirpula (em sumério: 𒉢𒁓𒆷𒆠; romaniz.: LagasKI) é uma das cidades mais antigas da Mesopotâmia que situava no noroeste dos rios Tigre e Eufrates. Os primeiros registros históricos mencionam, como cidades da Suméria, Eridu, Ur, Lagas, Larsa, Uruque, Churupaque, e, provavelmente, Nipur.

## História
Lagas foi dotado de muitos templos, incluindo o Eninu, a "Casa dos Cinquenta", um assento para o deus Enlil. Arquitetonicamente a estrutura mais notável era um açude e regulador, outrora sem dúvida possuindo comportas, que conservavam o abastecimento de água da área em reservatórios.

### Reinados
No início do terceiro milênio a.C., quando Quis tinha a supremacia, Lagas aceitou a suserania de Quis, porém a cidade prosperou, e se tornou poderosa e agressiva. Finalmente, Lagas se libertou da opressão e afirmou sua independência, e após uma sucessão de governantes enérgicos, se tornou a metrópole da antiga Babilônia.
O primeiro rei de Lagas que se destacou foi Ur-Nanse, cujo nome faz referência a Nanse, deusa da água, e que deve seu sucesso às operações militares de seus antecessores. Ele construiu uma muralha defensiva em Lagas, e deixou registros de sua piedade, ao construir ou restaurar templos e fazer ofertas aos deuses, além de construir canais e desenvolver a agricultura. Possivelmente ele submeteu Eridu e Nipur, mas não Uruque. Ur-Nanse foi sucedido por seu filho Acurgal, que lutou contra a cidade de Uma.

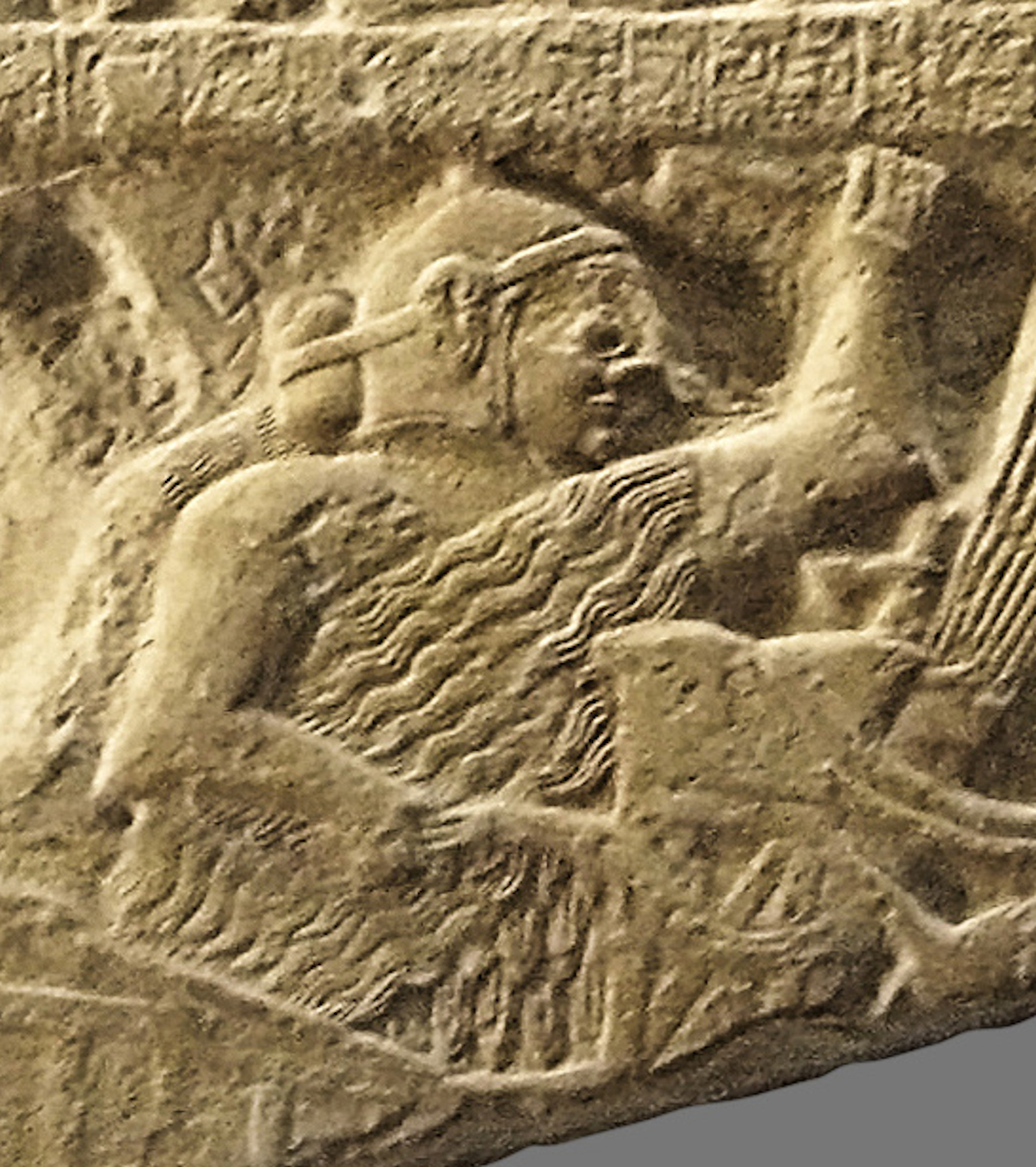
Detalhe da Estela dos Abutres, mostrando Eanatum montado numa carruagem.

Acurgal foi sucedido por seu filho Eanatum, que tinha características de um gênio militar com ambições. Acurgal construiu um pequeno, porém brilhante, império, capturando Uma e derrotando uma invasão do Elão. Várias cidades se submeteram à suserania de Lagas, como Uruque e Ur, e seu poder na Suméria foi estabelecido. Ele também derrotou Zuzu, rei semita de Ópis, cidade do norte.

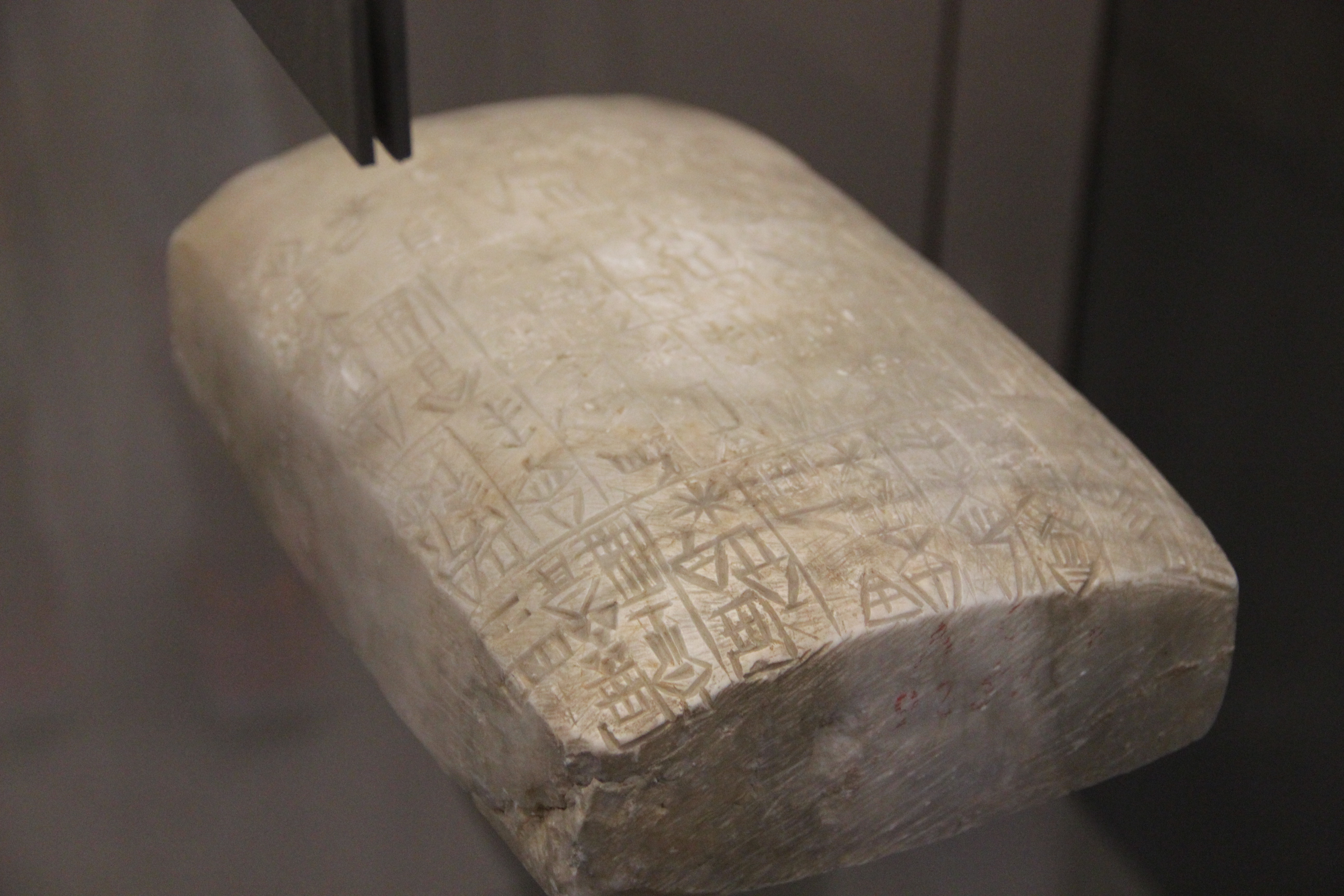
Pedra de fundação de Entemena no Museu do Louvre.

Eanatum foi sucedido por seu irmão, Enanatum I, que não tinha o mesmo gênio militar do irmão, e permitiu a revolta de Uma. Seu sucessor, Entemena, reconquistou Uma, trazendo uma derrota esmagadora aos rebeldes, e saqueou Ópis e Quis, assegurando a supremacia de Lagas por vários anos. Entemena engajou-se durante os períodos de paz nas melhorias das fortificações da cidade e na continuação do trabalho de melhoria e desenvolvimento do sistema de irrigação.
Entemena reinou 29 anos e foi sucedido por seu filho Enanatum II, o último rei da linhagem de Ur-Nanse. Depois dele, seguiu-se um período de obscuridade.
O próximo rei importante foi Urucaguina, que era um patesi, ou sacerdote-governante. Ele foi um reformista, e tratou os reis da dinastia de Ur-Nanse como opressores e tiranos. Havia necessidades de reforma, pois o povo estava insatisfeito com o excesso de taxação. O fanatismo de Urucaguina, porém, levou à desorganização do estado, e Uma, governada por seu patesi Lugalzaguesi, se aproveitou para atacar e saquear Lagas. Lagas foi reconstruída, mas nunca mais recuperou a glória passada.

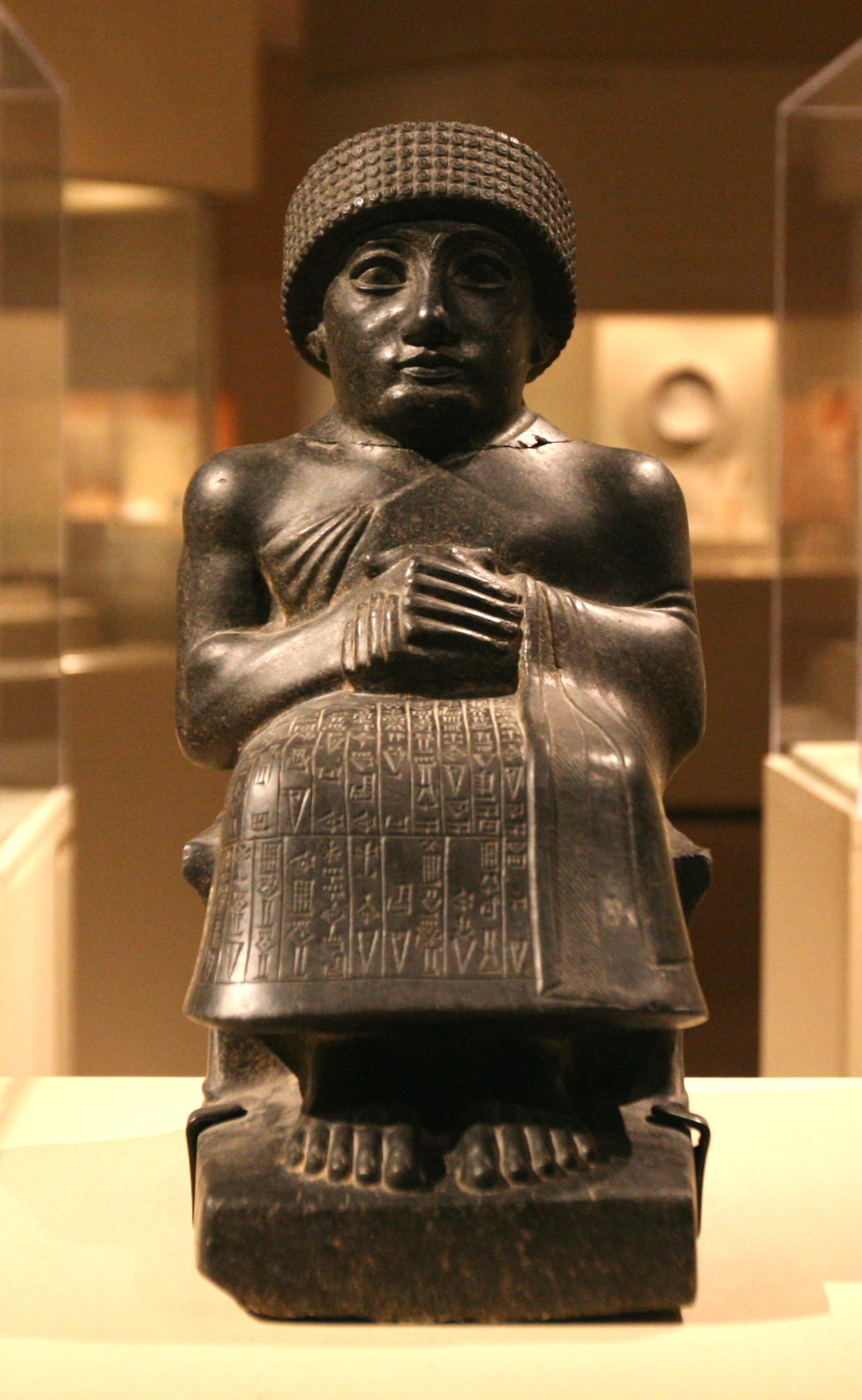
Estátua de Gudea no Museu Metropolitano de Arte.

A cidade voltou a ser importante após os gútios haverem invadido a Acádia e a Suméria. Aparentemente, Lagas escapou das invasões deste povo. Seu mais famoso patesi nesta época foi Gudea, que reinou por volta de 2 400 a.C.. Gudea construiu um templo ao seu deus, Ninguirsu, obtendo material de vários lugares: cedro do Líbano, mármore de Amurru, diorito da Arábia, cobre de Elão, etc. Após sua morte, a cidade foi dominada pelos reis de Ur.